# Croix hosannière de Veules-les-Roses
La croix hosannière de Veules-les-Roses est une croix monumentale située à Veules-les-Roses, en région Normandie, France.

## Localisation
La croix est située dans le département français de la Seine-Maritime, sur la commune de Veules-les-Roses, à proximité des ruines de l'église Saint-Nicolas.

## Historique
Elle est inscrite au titre des monuments historiques le 14 avril 1930.